# Efecto de la gota negra

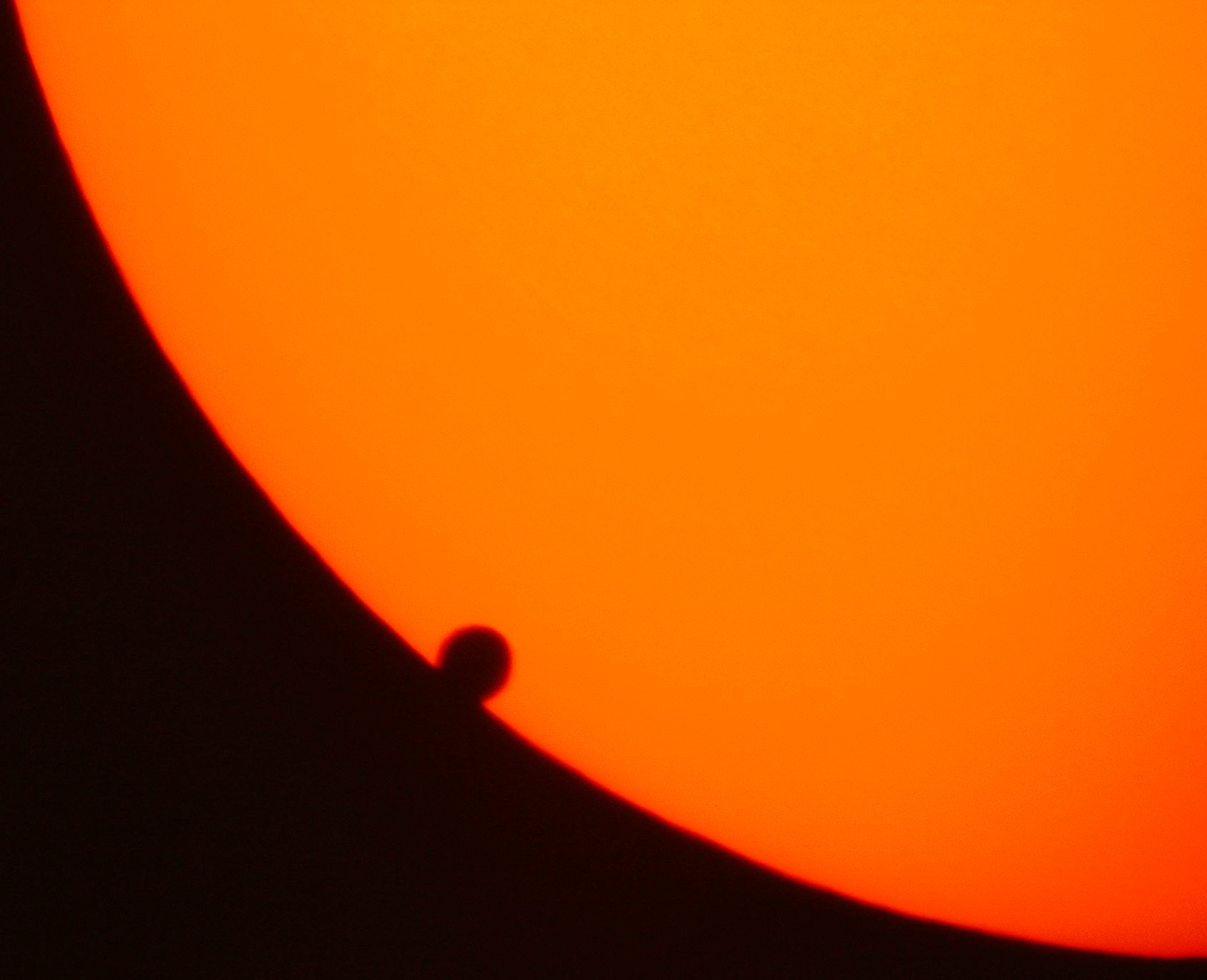
Venus transita la cara del Sol en 2004. Aquí es visible el efecto de la gota negra.

El efecto de la gota negra es un fenómeno óptico visible durante un tránsito de Venus y, en menor medida, un tránsito de Mercurio.
Justo después del segundo contacto, y de nuevo justo antes del tercer contacto durante el tránsito, una "lágrima" pequeña negra aparece al conectar el disco de Venus en el limbo del Sol, por lo que no es posible determinar con precisión el momento exacto de contacto de ambos contactos. Esto llevó al fracaso de los intentos durante los tránsitos de Venus del siglo XVIII de establecer un valor preciso de la unidad astronómica.
Por mucho tiempo se pensó que el efecto de la gota negra se debía a la densa atmósfera de Venus, y de hecho se consideró que era la primera evidencia real de que Venus tenía una atmósfera. Sin embargo, ahora se piensa que es un efecto óptico causado por la mancha de la imagen de Venus por la turbulencia en la atmósfera de la Tierra o imperfecciones en el aparato de visualización. Con mediciones precisas, sin embargo, se observó una caída del efecto desde fuera de la atmósfera de la Tierra durante los tránsitos de 1999 y 2003 de Mercurio, aunque este planeta no tiene atmósfera significativa.
En el tránsito de Venus del 8 de junio de 2004, muchos observadores dijeron que no vieron el efecto de la gota negra, o al menos que fue mucho menos pronunciado de lo que había sido reportado en los tránsitos de los siglos anteriores. Esto pudo deberse a utilizar telescopios más grandes, mejor óptica y el oscurecimiento del limbo.